# Eleutherodactylus alcoae
Eleutherodactylus alcoae là một loài ếch trong họ Leptodactylidae.
Nó được tìm thấy ở Cộng hòa Dominica và Haiti.
Các môi trường sống tự nhiên của chúng là các khu rừng khô nhiệt đới hoặc cận nhiệt đới, vùng nhiều đá, và hang. Loài này đang bị đe dọa do mất môi trường sống.